# Ehretia alba
Ehretia alba är en strävbladig växtart som beskrevs av Retief och A.E.van Wyk. Ehretia alba ingår i släktet Ehretia och familjen strävbladiga växter. Inga underarter finns listade i Catalogue of Life.